# Z żaglem
Z żaglem – seria książkowa wydawana od końca lat 50. XX w. do 1990 r. przez Spółdzielnię Wydawniczą "Czytelnik" (projekt graficzny serii, obwolut i kart tytułowych: Jan S. Miklaszewski, a w późniejszym okresie Teresa Kawińska). Ukazywały się w niej reportaże polskich i zagranicznych autorów, poświęcone podróżom. 

## Tytuły serii (wybór)
- Pierre-Dominique Gaisseau, Wiza do kraju prehistorii. Shangrila, zagubiona dolina na Nowej Gwinei (1959)
- Czesław Centkiewicz, Wyspy mgieł i wichrów
- Ewa Szumańska, Ślady na oceanie (1963)
- Czesław Centkiewicz, Czy foka jest biała? (1965)
- Wacław Korabiewicz, Kwaheri (1965)
- Wojciech Dworczyk, Spacer wśród kwitnących wiśni (1966)
- Wacław Korabiewicz, Safari Mingi (1973)
- Przemysław Burchard, Dżungla za progiem (1975, 1978)
- Wojciech Dworczyk, My, dzicy Papuasi (1975, 1985, ISBN 83-07-01050-0)
- Wiktor Ostrowski, Życie wielkiej rzeki (1975; jako Życie Wielkiej Rzeki. Wyprawa wodami Igauzú i Paraná: 1977, 1983, ISBN 83-070-0713-5)
- Przemysław Burchard, Operacja "Kret" (1977)
- Andrzej Myrcha, Z wizytą u panamskich Indian (1979, ISBN 83-070-0044-0)
- Wojciech Dworczyk, Dzień dobry Tahiti (1981, ISBN 83-07-00373-3)
- Przemysław Burchard, Za ostatnim przystankiem (1985, ISBN 83-07-0150-3-0)
- Wojciech Dworczyk, Ludzie australijskiego buszu (1989, ISBN 83-07-01718-1)
- Wacław Korabiewicz, Mato Grosso (1989, ISBN 83-07-01818-8)
- Lucjan Wolanowski, Poczta do Nigdy-Nigdy (1989, właściwie 1990, ISBN 83-07-01810-2)